# Řepský hřbitov
Řepský hřbitov se nachází v Praze 6 v městské čtvrti Řepy v ulici Žalanského. Byl založen jako náhrada za zrušený hřbitov u kostela svatého Martina.

## Historie
Hřbitov byl založen roku 1837 při zrušení hřbitova u řepského kostela. Nárůstem obyvatel roku 1928 a 1957 se postupně rozšiřoval směrem na východ. Stará část má hřbitovní zeď opukovou, nová část je obezděna běžnými cihlami. Každá ze čtyř částí hřbitova má vlastní vstup, kromě řádového jsou ostatní hřbitovy propojeny.

### Hlavní hřbitov

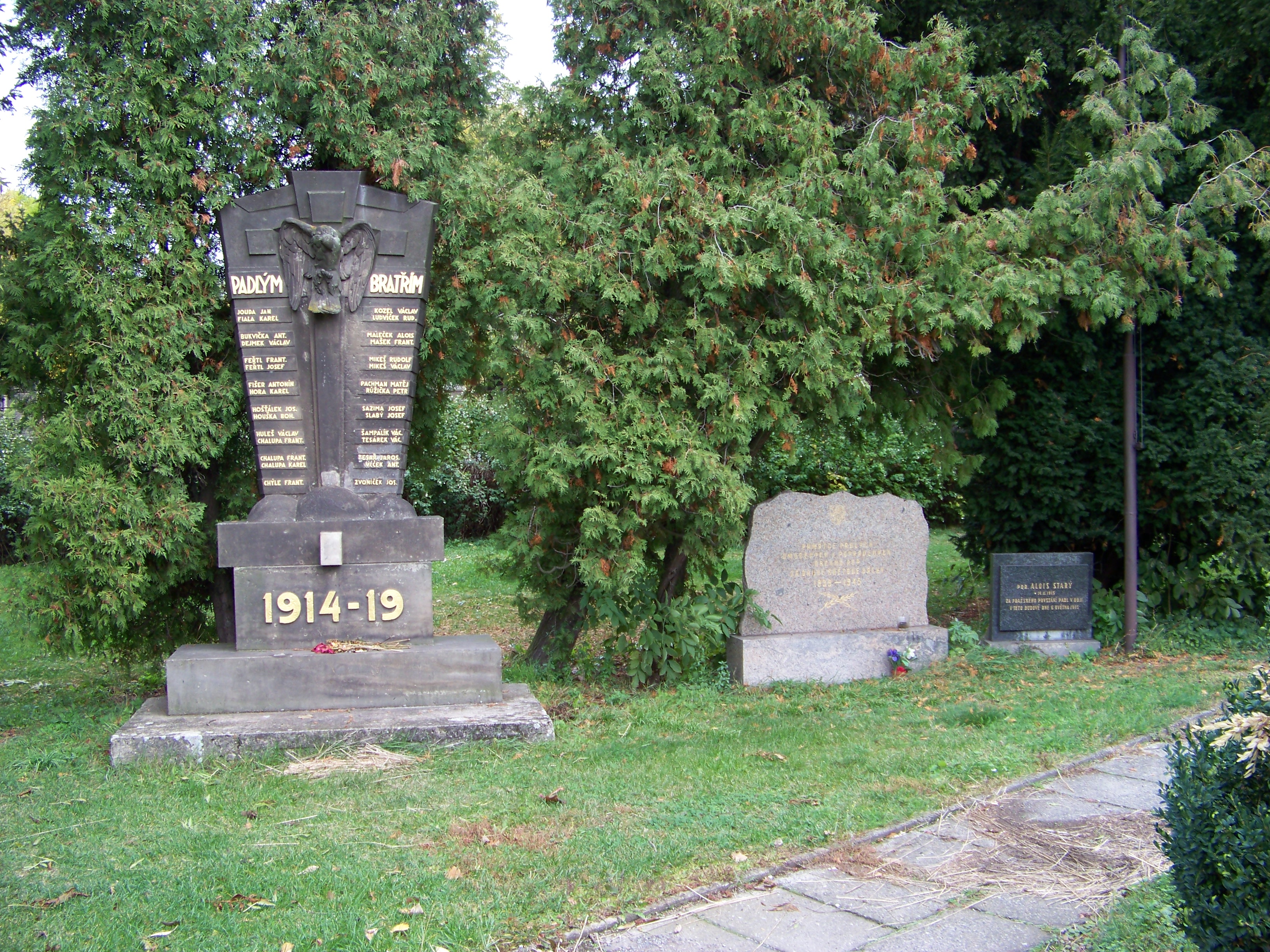
Řepy, pomníky padlým

V hlavní části hřbitova je umístěna márnice a kříž uprostřed centrální cesty. Nachází se zde také hrobka majitelů továrny JASO se sochou paní Jenky Studničkové a vojenské pohřebiště – hroby z posledních dnů 2. světové války a hroby Vlasovových vojáků s jejich velitelem. Hlavní hřbitov je v pravé části při silnici.

### Urnový hřbitov
Urnový háj hřbitova slouží pro pohřby obyvatelům Řep a Zličína. Kromě urnových hrobů je zde po obvodu zdi kolumbárium. Háj se nachází v levé, jihozápadní části hřbitovního areálu za řádovým a vězeňským hřbitovem. Je zaplněn zčásti.

### Řádový hřbitov

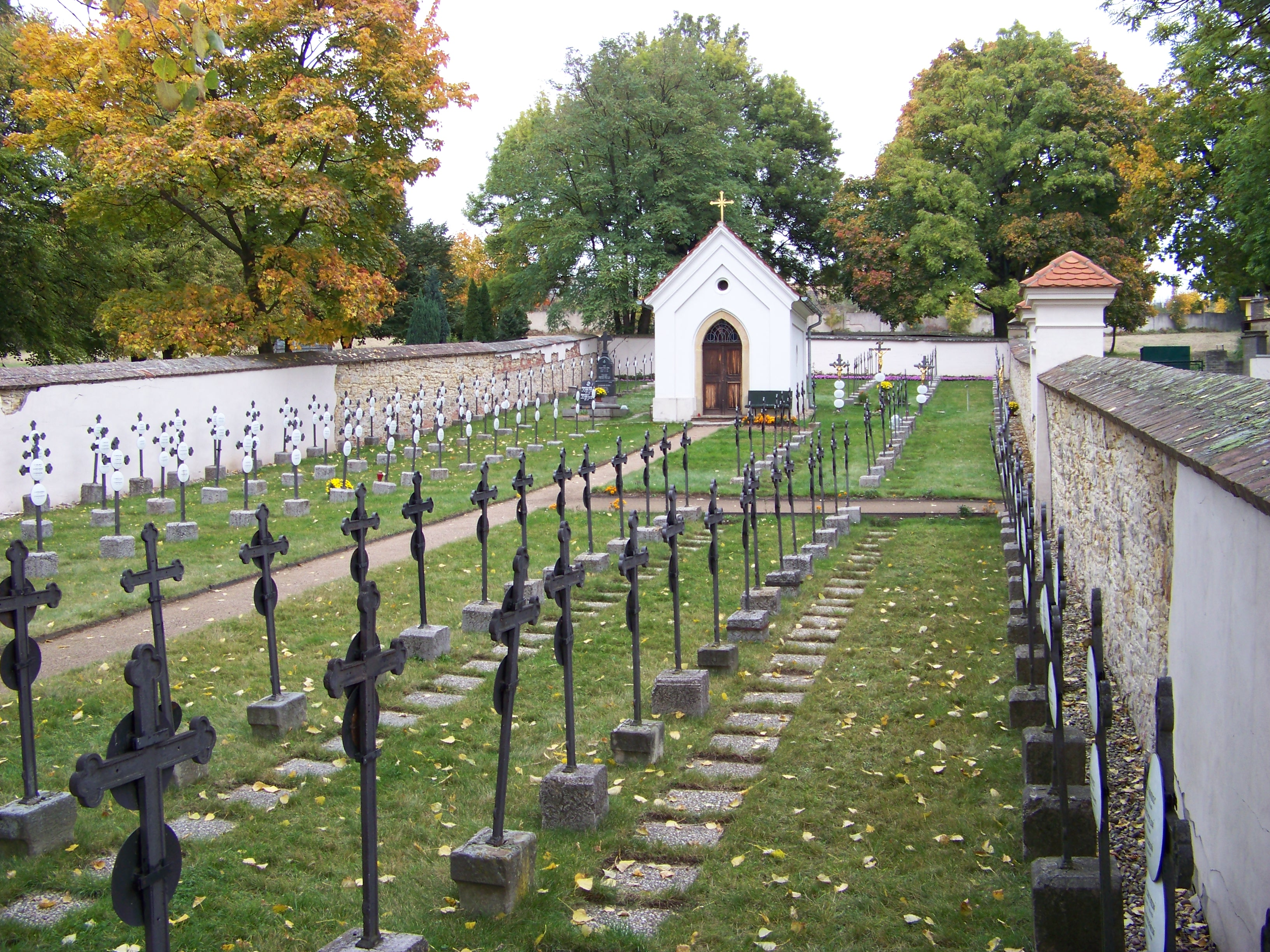
Řádový hřbitov boromejek

Byl založen roku 1884 a je výhradně hřbitovem řádu a kléru. Na hřbitově se nachází přes dvě stě hrobů sester Kongregace svatého Karla Boromejského a jeho součástí je kaple. Jako první zde byla pohřbena v červenci 1886 S. M. Celsa Schröpfer. Jsou zde také hroby šlechtičen, Velebné matky Antoinetty Chotkové (1860–1934) z hraběcího rodu Chotků z Chotkova či sestry Charitas, vlastním jménem Anny Marie, hraběnky z Coudenhove. Z pohřbených kněží byl patrně nejvýznamnější pater Hermann Dichtl (1802–1887), zpovědník císaře Ferdinanda V. Dobrotivého, intelektuál, spoluzakladatel Kongregace a její duchovní rádce, dále Monsignore František Kahl (1830–1899), řepští faráři František Ohera (1862–1918) nebo František Polák (1867–1929) a řepský lékař. Ostatky těchto kněží spolu s ostatky Matky Teresie Helvigové a ostatních řádových sester sem byly převezeny z Malostranského hřbitova v Košířích. Do roku 2006 zde bylo pohřbeno 1036 sester a 5 kněží. Úzký a dlouhý Řádový hřbitov se nachází uprostřed areálu mezi hlavním hřbitovem a urnovým hájem.
Po návratu sester do Řepského kláštera roku 1990 sestry kapli i hřbitov zrekonstruovaly. V kapli jsou slouženy dušičkové bohoslužby.

### Vězeňský hřbitov

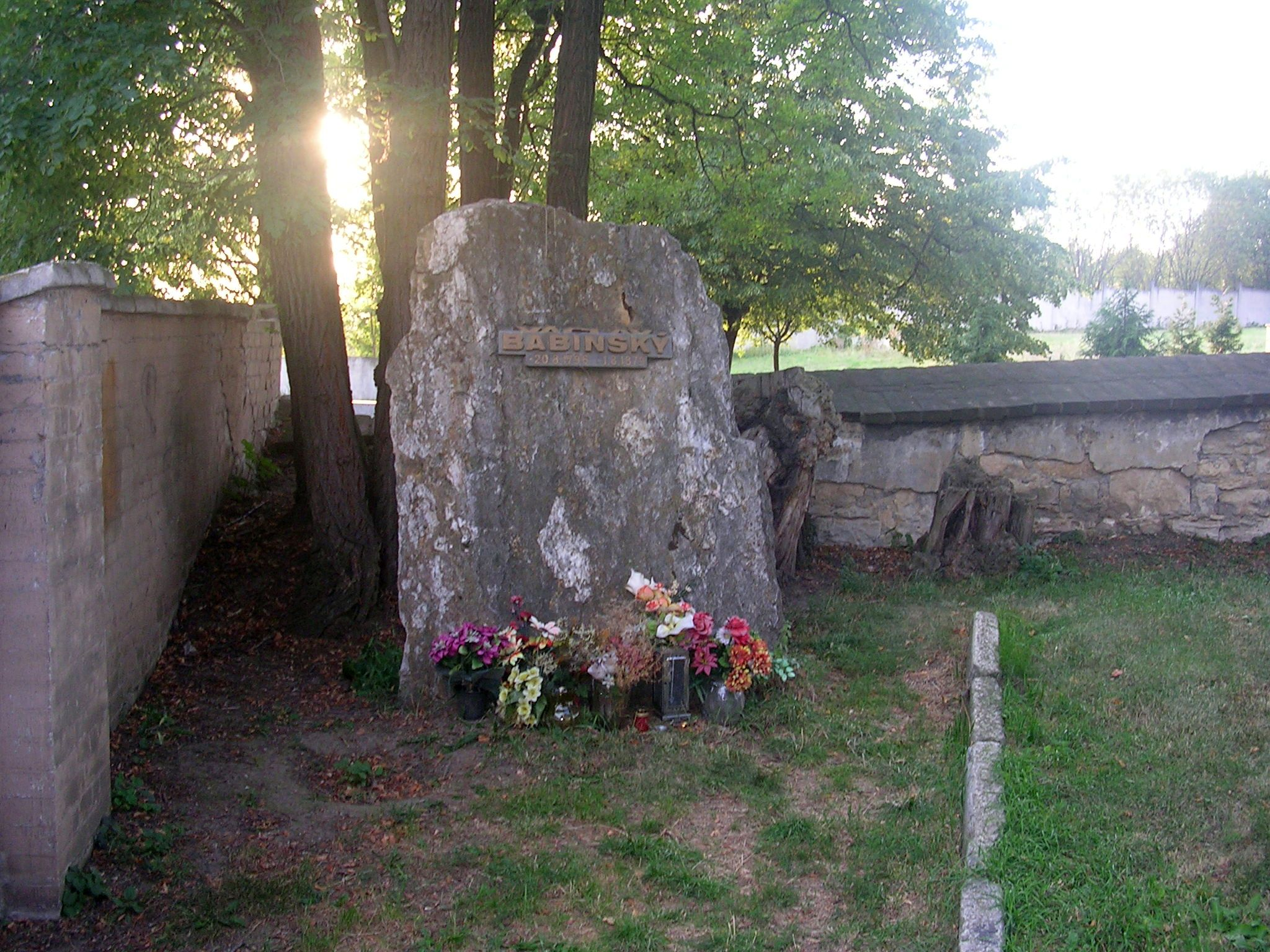
Pomník Václava Babinského

Vězeňský hřbitov byl založen roku 1865 spolu se zřízením ženské věznice. Byly zde až do roku 1948 pohřbívány výhradně vězeňkyně. V levém dolním rohu je údajně hrob legendárního loupežníka Václava Babinského. Podle farního časopisu z roku 1911 „byl Babinský pohřben vlevo od velkého kříže a později byly ostatky přeneseny na druhou stranu kříže“. Tato část řepského hřbitova pustla a pouze několik hrobů bylo pozůstalými udržováno. Po roce 1990 bylo toto místo vyčištěno, hroby nahradil trávník a byly zde umístěny dva kameny – jeden s označením „Řepský vězeňský hřbitov“ a druhý pomník z hrubého kamene s náhrobní deskou Václava Babinského. Vězeňský hřbitov se nachází uprostřed areálu a je přístupný branou z hlavního hřbitova.